# Carinoclytus semiruber
Carinoclytus semiruber är en skalbaggsart som först beskrevs av Max Quedenfeldt 1882.  Carinoclytus semiruber ingår i släktet Carinoclytus och familjen långhorningar.
Artens utbredningsområde är Angola. Inga underarter finns listade.